# Alloschemone occidentalis
Alloschemone occidentalis là một loài thực vật có hoa trong họ Ráy (Araceae). Loài này được (Poepp.) Engl. & K.Krause mô tả khoa học đầu tiên năm 1908.